# 山移高寛
山移 高寛（やまうつり たかひろ、1965年8月11日 - ）は大阪府豊中市出身の男性音楽プロデューサー、作曲家、編曲家。

## 主な経歴
- 1986年 7月、CM音楽制作会社バンザイ（現・ミュータント）入社。
  - 主にイベント用音楽、CM音楽などを制作。
  - 大城光恵（東芝EMI）の楽曲制作などに参加。
- 1995年 同社退職。鹿児島にて2年間、フリーランスで活動。
- 1997年 ミュータント社に復帰。
- 2002年 林明日香（東芝EMI）の楽曲制作に参加。2003年のデビュー曲「ake-kaze」をはじめ、シングル6枚を担当、アルバム4枚に参加。
- 2003年 7月、独立。林明日香のメイン作家として引き続き制作に携わる。

## 主な作品リスト
林明日香
- ake-kaze （ナショナル炊飯器「強火の銅釜」CMソング）
- 「母」（TBS系列「CDTV」オープニングテーマ）
- 小さきもの （映画「劇場版ポケットモンスター アドバンスジェネレーション 七夜の願い星 ジラーチ」主題歌）
- 凜の国 （ナショナル「強火の銅釜」CMソング）
- SANCTUARY～夢の島へ～ （映画「機関車先生」主題歌）
- 声 （テレビ朝日系ドラマ「世直し順庵!人情剣」エンディングテーマ）

皆川純子・広橋涼
- 文化放送 純子と涼のアシタヘストライク!
  - アはアシタへのア
  - アシタヘ音頭

ほか多数